# Liste der Bodendenkmale in Küstriner Vorland
In der Liste der Bodendenkmale in Küstriner Vorland sind alle Bodendenkmale der brandenburgischen Gemeinde Küstriner Vorland und ihrer Ortsteile aufgelistet. Grundlage ist die Veröffentlichung der Landesdenkmalliste mit dem Stand vom 31. Dezember 2020.
Die Baudenkmale sind in der Liste der Baudenkmale in Küstriner Vorland aufgeführt.

## Bodendenkmale
| Gemarkung                 | Flur    | Kurzansprache | Bodendenkmalnummer | Bemerkung | Bild |
| ------------------------- | ------- | --- | ------------------ | --------- | ---- |
| Gorgast (Lage)            | 3, 4    | Siedlung Bronzezeit, Siedlung slawisches Mittelalter, Dorfkern deutsches Mittelalter, Dorfkern Neuzeit                      | 60275              |           |      |
| Gorgast (Lage)            | 2       | Gräberfeld Bronzezeit | 60276              |           |      |
| Gorgast (Lage)            | 4       | Siedlung Urgeschichte | 60278              |           |      |
| Gorgast (Lage)            | 2       | Schanze Neuzeit | 60935              |           |      |
| Gorgast, Manschnow (Lage) | 4, 1    | Festung Neuzeit, Einzelfund Steinzeit                                                                                       | 60277              |           |      |
| Küstrin-Kietz (Lage)      | 1       | Wüstung Neuzeit, Festung Neuzeit, Brücke Neuzeit                                                                            | 60319              |           |      |
| Manschnow (Lage)          | 3       | Siedlung Eisenzeit, Siedlung römische Kaiserzeit                                                                            | 60305              |           |      |
| Manschnow (Lage)          | 1       | Dorfkern deutsches Mittelalter, Dorfkern Neuzeit                                                                            | 60402              |           |      |
| Manschnow (Lage)          | 1, 2, 5 | Siedlung Urgeschichte, Siedlung römische Kaiserzeit, Siedlung slawisches Mittelalter, Wasserfahrzeug Ur- und Frühgeschichte | 60884              |           |      |